# Axis Sally
Axis Sally kan mena två olika radioprofiler som riktade propaganda mot de amerikanska trupperna i Europa under andra världskriget.
- Mildred Gillars: tysk-amerikanska, anställd av Nazityskland.
- Rita Zucca: italiensk-amerikanska, anställd av det fascistiska Italien.

## Filmer
Axis Sally har gestaltats av Alexandra Maria Lara i filmen Miraklet vid St. Anna.